# Brela

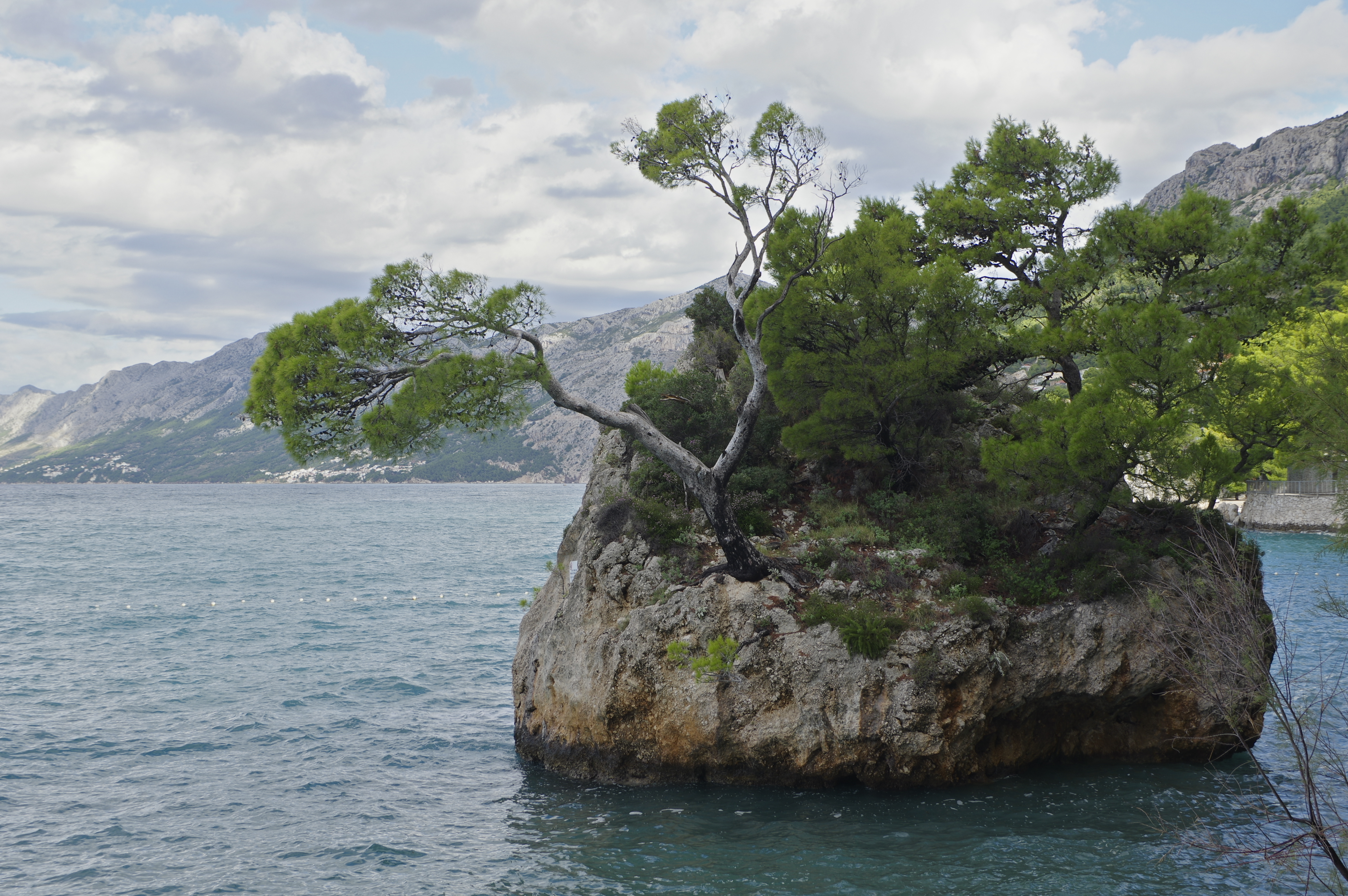
Brela-Stein am Strand Punta Rata

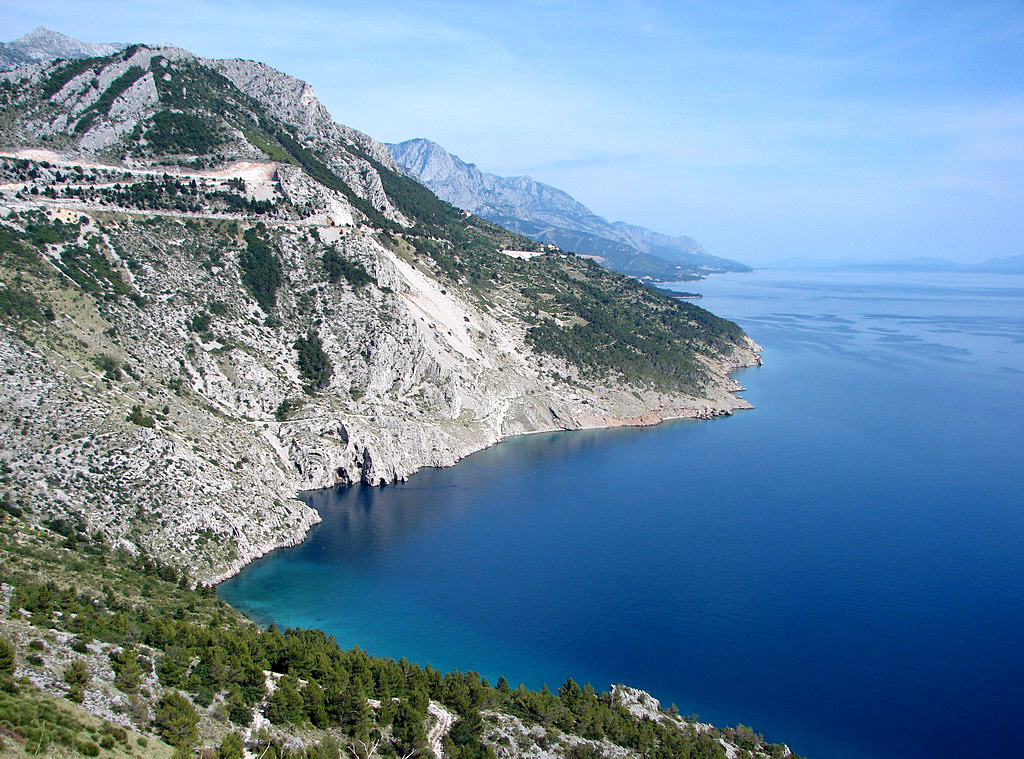
Untermeerische Quelle, vrulja (dunkles Brackwasser, links)

Brela ist ein Dorf in Dalmatien (Kroatien) mit 1626 Einwohnern (2021). Es liegt an der kroatischen Küste an der Makarska Riviera, etwa 15 km nordwestlich der Stadt Makarska, zwischen dem Biokovo-Gebirge und dem adriatischen Meer. Die weißen Kiesstrände Brelas, die von Kiefern gesäumt werden, sind für den Ort prägend. Wahrzeichen der Stadt ist der Brela-Stein vor dem Strand Punta Rata. Namensgebend und charakteristisch für die Umgebung von Brela sind die unterseeischen Quellen, welche nahe der Küste unterhalb des Meeresspiegels in das Meer sprudeln. Diese Quellen (kroatisch vrelo) erzeugen Wirbel (kroatisch vrulja)  an der Meeresoberfläche. Das Wasser stammt vom Biokovo-Gebirge. Brela liegt direkt an der Adria-Magistrale.